# Ľudovít Štúr
Ľudovít Štúr (Uhrovec, Eslováquia, 29 de outubro de 1815- Modra, 12 de janeiro de 1856)  foi um político, poeta, jornalista, filósofo, linguista, historiador e escritor do século XIX, nascido na Eslováquia, na altura parte do Reino da Hungria. Foi também deputado na Assembleia Nacional do Reino da Hungria.
Foi uma figura chave na história da Eslováquia, e o maior representante da vida nacional do país, líder do renascimento nacional na primeira metade do século XIX e codificador da língua escrita eslovaca baseada no dialeto da região central da Eslováquia (por volta de 1843), que é o idioma padrão eslovaco de hoje. É também uma das principais figuras da REvolta Eslovaca nos anos 1848-1849 e membro da Câmara da cidade de Zvolen em 1848-1849.
Participou ativamente na vida literária e política do país, sendo um grande linguista da língua eslovaca, baseando-se nos dialetos de idiomas centrais, que as considerava menos influídos pelo húngaro. Uma de suas obras mais importantes é "Sobre a necessidade do dialeto eslovaco e a necessidade de escrever nesse dialeto".